# 서울안산초등학교
서울안산초등학교는 대한민국 서울특별시 서대문구 홍제동에 있는 공립 초등학교이다. 같은 서대문구 홍제동에 있는 서울 안산(鞍山)에서 그 이름이 붙여졌다.

## 학교 연혁
- 1937년 11월 30일 홍제공립보통학교 개교
- 1938년 4월 1일 경성안산공립심상소학교로 개칭[1]
- 1941년 4월 1일 경성안산공립국민학교로 개칭[2]
- 1970년 9월 20일 남관 16개 교실, 서관 16개 교실, 동관 16개 교실 신축
- 1996년 3월 1일 서울안산초등학교로 개칭[3]
- 2006년 9월 20일 영어학습실, 보건실 개관
- 2014년 2월 21일 꿈마루 강당 신축
- 2014년 9월 1일 제24대 김효한 교장 부임
- 2016년 1월 21일 실과실 리모델링
- 2017년 5월 17일 급식실 및 식당 준공
- 2018년 2월 14일 제77회 졸업식(214명, 누계 32610명)
- 2018년 3월 1일 33학급(특수 1학급 포함) 편성
- 2018년 9월  1일 제25대 강종훈 교장 부임
- 2027년 11월 30일 개교 90주년

## 참고 자료
- 서울안산초등학교 - 한국교육학술정보원 학교알리미